# Benedykt (Polakow)
Benedykt, imię świeckie Władimir Gieorgijewicz Polakow (ur. 3 lipca?/15 lipca 1884 w Kiszyniowie, zm. 6 grudnia 1963 tamże) – rosyjski biskup prawosławny.

## Życiorys

### Edukacja i wczesna działalność
Ukończył seminarium duchowne w Kiszyniowie w 1905. Po ukończeniu seminarium podjął studia na wydziale prawa Uniwersytetu w Dorpacie, jednak jego sytuacja materialna nie pozwoliła mu na ich kontynuowanie. W listopadzie 1905 przyjął święcenia diakońskie z rąk biskupa akermańskiego Arkadiusza, następnie został wyświęcony na kapłana. Był duchownym żonatym. Do 1910 służył w wiejskich parafiach w eparchii kiszyniowskiej. W 1914 uzyskał dyplom kandydata nauk teologicznych na Kijowskiej Akademii Duchownej. Został następnie zatrudniony jako inspektor klas i katecheta w żeńskiej szkole prowadzonej przez eparchię kurską w Biełgorodzie. W 1918 brał udział w kongresie pracowników szkół duchownych, który odbył się w Moskwie, a następnie udał się do Kijowa na Sobór Wszechukraiński. Od 1920 służył w eparchii taurydzkiej, gdzie był katechetą w szkole dla dziewcząt, a następnie proboszczem parafii Zaśnięcia Matki Bożej w Starym Krymie. W 1922 zmarła jego małżonka.

### Działalność w eparchii taurydzkiej i w Rumunii
W 1922 wierni soboru św. Aleksandra Newskiego w Teodozji wybrali go na proboszcza, co potwierdził następnie ordynariusz eparchii, biskup Nikodem. W Teodozji ks. Polakow kilkakrotnie był aresztowany. W 1923 służył w cerkwi św. Mikołaja w Odessie, następnie wyjechał do Kiszyniowa, gdzie został proboszczem cerkwi św. Olgi, a w latach 1925–1927 służył w żeńskim monasterze Zaśnięcia Matki Bożej w Taborze. Sprzeciwiał się włączeniu eparchii kiszyniowskiej do Rumuńskiego Kościoła Prawosławnego, wprowadzeniu do nabożeństw języka rumuńskiego i kalendarza nowojuliańskiego (w związku ze zmianą granic i przyłączeniem Besarabii do Rumunii). W 1927 ks. Polakow został aresztowany, a następnie zmuszony do wyjazdu z Rumunii. Udał się do Jugosławii, służył w etnicznie rosyjskiej parafii w Velikim Bečkerku, zaś w 1928 osiadł we Francji. Był proboszczem parafii rosyjskich w Grenoble, Mentonie, obsługiwał również cerkiew w San Remo we Włoszech.
W 1930 ks. Polakow uzyskał prawo powrotu do Kiszyniowa i podjął działalność duszpasterską w tamtejszej cerkwi św. Serafina, wokół której gromadzili się Rosjanie. Duchowny domagał się zachowania kalendarza juliańskiego i języka cerkiewnosłowiańskiego, podczas gdy w Rumunii obowiązywały już rumuński język liturgiczny i nowy styl. W związku z postawą ks. Polakowa w 1933 Święty Synod Rumuńskiego Kościoła Prawosławnego rozważał pozbawienie go święceń kapłańskich, do czego ostatecznie nie doszło. W 1935 Władimir Polakow stanął na czele Związku mniejszości rosyjskiej w Rumunii. 

### W latach II wojny światowej
Po wkroczeniu Armii Czerwonej do Besarabii w 1940 i aneksji regionu do ZSRR duchowny początkowo służył w cerkwi Wszystkich Świętych na Cmentarzu Centralnym w Kiszyniowie. Po wybuchu wojny niemiecko-radzieckiej kapłan zorganizował w domu prywatną świątynię, gdzie modlił się za zwycięstwo ZSRR i w intencji metropolity moskiewskiego Sergiusza. Kilkakrotnie był aresztowany. W 1944, po zajęciu Mołdawii przez Armię Czerwoną, ponownie służył w cerkwi Wszystkich Świętych.

## Biskup
15 lutego 1947 złożył wieczyste śluby mnisze przed archimandrytą Janem, namiestnikiem ławry Troicko-Siergijewskiej. Przyjął imię zakonne Benedykt. Dwa dni później otrzymał godność archimandryty, zaś 18 lutego został wyświęcony na biskupa kiszyniowskiego i mołdawskiego. Chirotonii przewodniczył patriarcha moskiewski i całej Rusi Aleksy I. Już w 1948 biskup Benedykt został przeniesiony na katedrę iwanowską i kineszemską. W Iwanowie zorganizował kursy przygotowujące do sakramentu kapłaństwa i otworzył kilka nowych cerkwi, co wzbudziło niezadowolenie miejscowego pełnomocnika Rady ds. Religii. 25 lutego 1953 r. został podniesiony do godności arcybiskupa. W 1956 hierarcha został przeniesiony do eparchii żytomierskiej i owruckiej. Wielokrotnie w swoich kazaniach potępiał antyreligijną politykę rządu i wzywał wiernych do trwania przy prawosławiu. W 1958 został przeniesiony w stan spoczynku. Ostatnie lata życia spędził w rodzinnym Kiszyniowie w areszcie domowym. Zmarł w 1963. Jego pogrzeb 10 grudnia 1963, w cerkwi Wszystkich Świętych, poprowadził metropolita kiszyniowski i całej Mołdawii Nektariusz.